# هندباء برية

هندباء برية

الهندباء البرية وتعرف أيضاً بهندباء مُرَّة أو جذور السريس أو الشيكوريةأو شيكوريا، سريس نبات ينتمي لجنس الهندباء من الفصيلة النجمية. تعرف في السودان بنبتة الموليتة وتنمو بكثرة في ولاية الجزيرة وعلى ضفاف النيل الازرق والنيل الابيض.

## الوصف النباتي
النبات ثنائي الحول يزهر في السنة الثانية. زهرة النبات بنفسحية جميلة.

## المعلومات الغذائية
يحتوي كل كوب من الهندباء المقطعة (55غ)، بحسب وزارة الزراعة الأميركية على المعلومات الغذائية التالية:

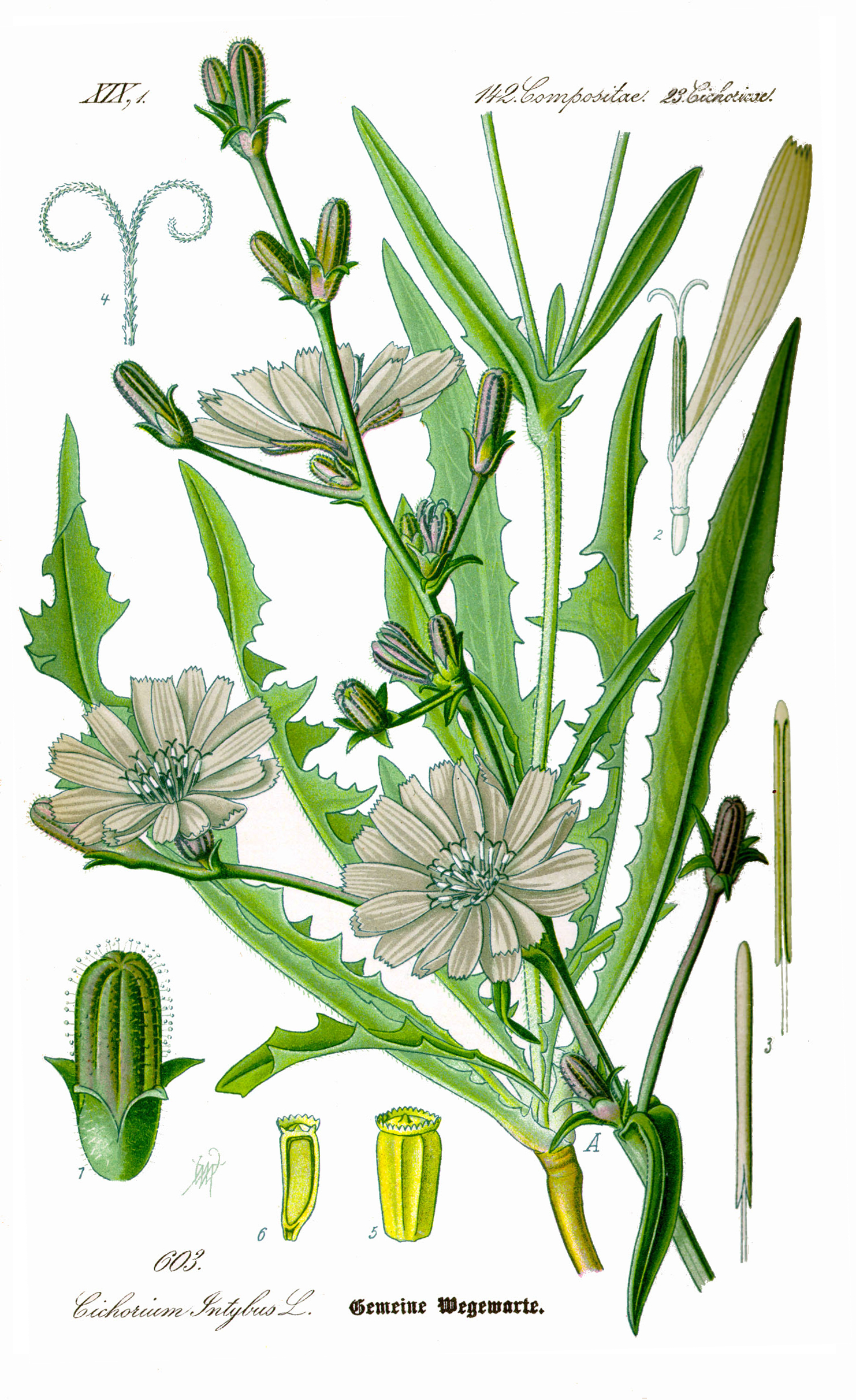
رسم توضيحي لنبات الهندباء البرية

- السعرات الحرارية: 25
- الدهون: 0.39
- الكاربوهيدرات: 5.06
- الألياف: 1.9
- البروتينات: 1.49
- الكولسترول: 0

## وصلات خارجية
- معلومات غذائية عن الهندباء
- فوائد الهندباء البرية